# Jan Jílek (Böhmisch-Rixdorf)

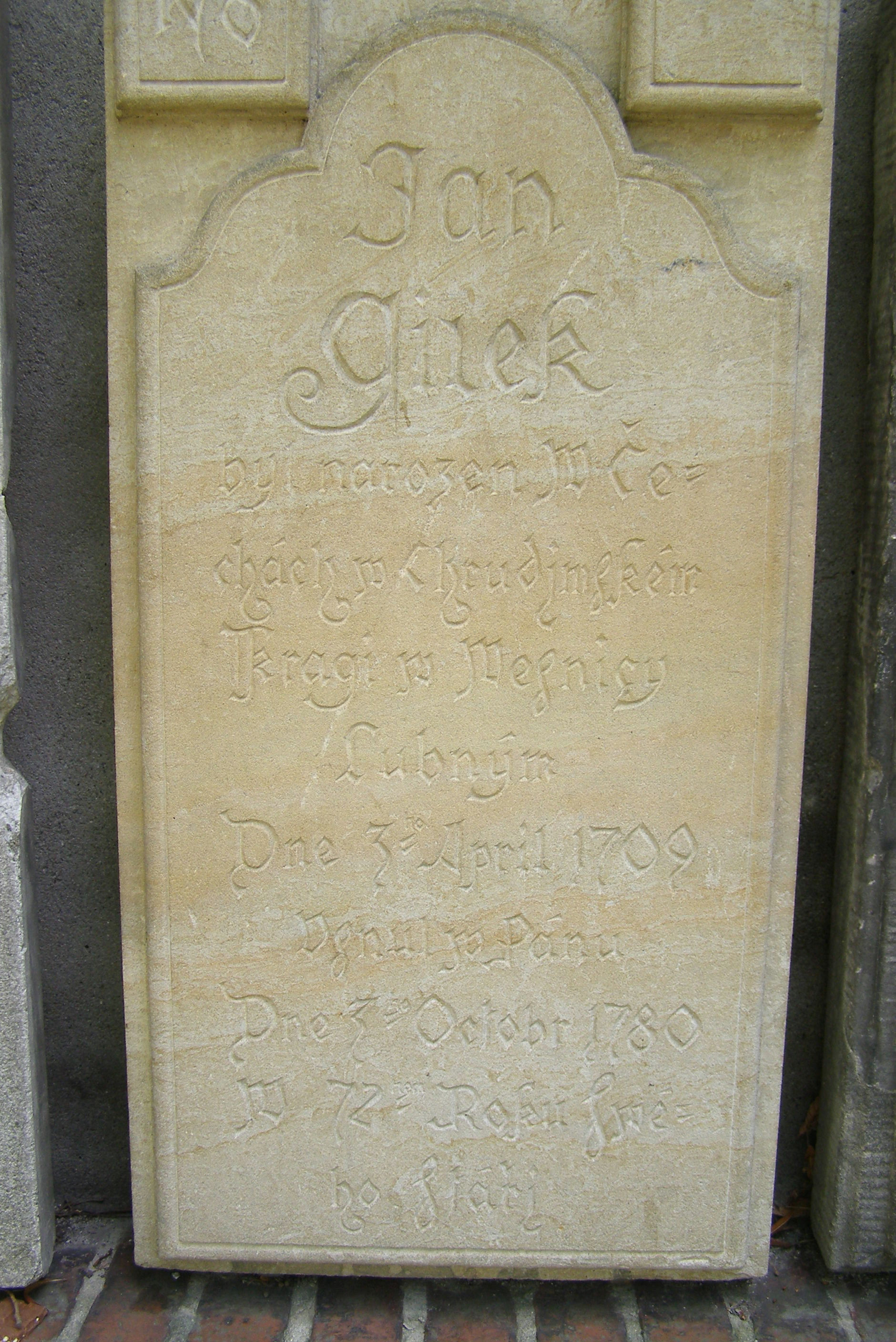
Grabplatte von Jílek auf dem Böhmischen Gottesacker in Berlin

Jan Jílek (* 3. April 1707/1709 in Lubná, Ostböhmen; † 3. Oktober 1780 in Böhmisch-Rixdorf), geschrieben auch Jan Gilek, war ein bedeutender Vertreter der böhmischen protestantischen Bewegung des 18. Jahrhunderts und Mitbegründer der böhmischen Flüchtlingssiedlung Böhmisch-Rixdorf bei Berlin.
Während sein Sterbedatum gesichert zu sein scheint, wird sein Geburtsdatum unterschiedlich angegeben. Auf seiner Grabplatte auf dem Berliner Friedhof  Böhmischer Gottesacker ist sein Geburtsdatum mit dem 3. April 1709 angegeben, nennen andere Quellen auch den 30. April, vor allem aber das Jahr 1707 (so die Datenbank der tschechischen Nationalbibliothek).
Jílek entstammt einer Gutsherrenfamilie im östlichen Böhmen, deren Mitglieder als geheime Laienprediger tätig waren. Die religiöse Intoleranz in Böhmen zwang ihn, seine Heimat 1731 zu verlassen. Er ließ sich nieder im sächsischen Gerlachsheim, wo sich eine kleine Gemeinde seiner Glaubensbrüder befand, organisierte den Transport von verbotener Literatur nach und Flüchtlingshilfe aus Böhmen. Während eines Besuches wurde er 1733 in Böhmen verhaftet und zwei Jahre im  Schloss von Litomyšl festgehalten. 1735 gelang ihm die Flucht und er kehrte nach Gerlachsheim zurück.
Auf Einladung und unter dem Patronat von Friedrich Wilhelm I. kam Jílek 1737 als einer der ersten Kolonisten mit einigen Glaubensbrüdern aus Böhmen nach Rixdorf bei Berlin, dass fortan in zwei Gemeinden geteilt wird: Deutsch Rixdorf und Böhmisch Rixdorf. In den ersten Jahrzehnten spielte Jílek  eine wichtige Rolle in der Gemeinde, er reorganisierte die alte Kirchengemeinde und wurde Mitglied des Kuratoriums.
Jan Jílek hinterließ seine Memoiren, die er nach seiner Ankunft in Böhmisch Rixdorf verfasste. Er wurde selbst als eine Romanfigur entdeckt im Roman der Schriftstellerin Tereza Nováková Jan Jílek.